# Vladimir Gusinskij
Vladimir Alexandrovič Gusinskij (rusky Владимир Александрович Гусинский; * 6. října 1952 Moskva) je ruský mediální magnát. Je zakladatelem mediálního holdingu Media-MOST, první původně nezávislé ruské televizní stanice NTV, pro Rusy v zahraničí vysílající RTVi a nezávislé ukrajinské televizní stanice TVi. V Rusku byl odsouzen za finanční podvod. Svou vinu popírá s tím, že jde o politicky motivovanou odplatu za kritiku z jeho médií. Ruského občanství byl zbaven, je občanem Španělska a Izraele.

## Život
V roce 1993 založil první nezávislou ruskou televizní stanici NTV. V roce 2001 ji ale převzala polostátní společnost Gazprom a televize začala vysílat v prokremelském duchu.
V červnu 2000 byl Gusinskij zatčen a tři dny držen v moskevském vězení Butyrka kvůli obvinění ze zpronevěry vládních financí. O měsíc později ruská prokuratura trestní stíhání Gusinského pro nedostatek důkazů zastavila a zrušila i jeho domácí vězení. Okamžitě odjel do Španělska.
Dne 13. listopadu 2000 byl v Rusku odsouzen v nepřítomnosti za finanční podvod. O měsíc později byl na základě mezinárodního zatykače zatčen ve Španělsku, kde byl později propuštěn z vazby do domácího vězení na kauci pět a půl milionu dolarů. Gusinskij obvinění popíral s tím, že jde o politicky motivovanou reakci Kremlu na kritiku z jeho médií. V dubnu 2001 jej španělský soud odmítl do Ruska vydat. Gusinskij pak byl zbaven ruského občanství; má občanství španělské a izraelské.
V roce 2001 založil Gusinskij televizní stanici RTVi, která vysílá pro Rusy žijící v zahraničí (v roce 2012 ji prodal ruskému podnikateli Ruslanu Sokolovovi).
V březnu 2008 založil spolu s Konstantinem Kagalovským nezávislou ukrajinskou televizní stanici TVi. Po obchodních neshodách však stanici kontroluje a financuje již jen Kagalovskij. Do listopadu 2008 držel Gusinskij 27% podíl v izraelském deníku Ma'ariv.